# Savannens härskare
Savannens härskare (The Ghost and the Darkness) är en historisk äventyrsfilm från 1996 regisserad av Stephen Hopkins med Val Kilmer och Michael Douglas i huvudrollerna. Filmen är en fiktiv berättelse om de människoätande lejonen från Tsavo under byggandet av järnvägen i östra Afrika i slutet av 1800-talet.

## Handling
Filmens huvudkaraktär militäringenjören överstelöjtnant John Patterson (Val Kilmer) anlitas för att bygga en järnvägsbro över Tsavofloden i östafrika. Patterson reser därför till Afrika som han längtat efter att få se i hela sitt liv. Vid byggplatsen möter han sin blivande assistent Angus Starling ihop med förmannen] Samuel och läkareen David Hawthorne som låter honom veta att människoätande lejon lurar runt arbetsplatsen.
Samma natt dödar Patterson ett lejon varigenom han vinner arbetarnas respekt. Men det dröjer inte länge förrän en av hans främsta arbetare blir dödad av annat ett lejon som drar ut mannen ur hans tält levande under natten. Då arbetarens sargade kropp hittas upptäcker Hawthorne att kroppen är äten på ett ovanligt sätt där lejonet slickat av huden och börjat äta mannens fötter vilket får honom undra om det verkligen var ett lejon då lejon inte äter på det sättet. Patterson försöker sig på en ny jakt, men upptäcker inget. Först på morgonen blir han informerad att ännu en arbetare dödats av det nya lejonet då mannen lämnade sitt tält på natten vilket får Patterson misstänka att lejonet inte kan ha dödat av hunger då det var inte längesen det åt. När ett lejon normalt äter kan det äta nära 50 kilo och sedan gå utan mat i dagar innan det börjar jaga igen. Patterson skärper reglerna att ingen får gå ut ensam på natten.
Patterson får råd av Samuel att bygga stängsel av taggiga grenar runt lägret för att stänga ute lejonet. Men flera dagar senare i fullt dagsljus attackerar lejonet på nytt och dödar ännu en arbetare. Då Patterson ihop med Angus och Samuel närmar sig för att döda lejonet överraskas de av ett andra lejon som hoppar ner på dem från taket av byggnaden och dödar Angus i sin landning. De båda lejonen flyr innan de hinner bli skjutna. Enligt Samuel har människoätare aldrig jagat i par tidigare utan har alltid jagat ensamma.
En berömd storviltsjägare Charles Remington (Michael Douglas) anlitas för att hjälpa Patterson döda lejonen. Remington anländer med en stor grupp massajer som kallar lejonen för Vålnaden och Mörkret på grund av deras list. Första försöket av Remington att döda ett av lejonen misslyckas och massajerna som blivit skrämda av besten väljer att ge sig av medan Remington stannar kvar.
Som ett andra försök bygger Remington ett nytt sjukhustält för lägrets sjuka och skadade arbetare medan de försöker locka lejonen mot det gamla övergivna sjukhus|et med hjälp av blod och kroppsdelar från slaktade kor. Lejonen går nästan i fällan, men skräms bort då jägarna skjuter i blindo och anfaller istället det nya sjukhuset där de dödar många patienter och Hawthorne.
Efter attacken lämnar alla arbetare platsen varigenom Patterson, Samuel och Remington är de enda personerna kvar på platsen. Patterson och Remington upptäcker lejonens lya ihop uppe i bergen som innehåller rester från dussintals offer och inser att lejonen dödar för nöjes skull och inte för att skaffa föda.
Senare på kvällen planerar de en ny fälla för lejonen genom att använda en babian som bete. Planen misslyckas då en uggla oavsiktligt får Patterson att falla ner från plattformen han sitter på varigenom ett av lejonen anfaller, men Patterson lyckas såra lejonet med ett skott och det flyr. Patterson och Remington förföljer lejonet och Remington lyckas skjuta lejonet då det anfaller Patterson. Jägarna och Samuel tillbringar större delen av natten med att fira framgången. Samma natt har Patterson en mardröm där hans fru ihop med deras nyfödde son har anlänt till Tsavo, men blir dödade av det återstående lejonet. Till sin stora skräck upptäcker Patterson nästa morgon att Remington blivit anfallen och dödad av det återstående lejonet under natten medan de sov.
Remingtons kvarlevor kremeras och Patterson som är ursinnig av sorg över Remingtons och sina andra vänners död beslutar att få slut på blodbadet en gång för alla genom att bränna det höga gula gräset som omger lägret där lejonet lurpassar. Det dröjer inte länge förrän lejonet anfaller honom och Samuel under nästa natt. Patterson lyckas skjuta lejonet efter en vild jakt och får därmed slut på människoätarnas skräckvälde. 
Med hotet borta återvänder arbetarna för att bygga klart bron. Patterson får besök av sin fru och sin nyfödda son.

## Skillnad från verkligheten
Filmen har några tydliga skillnader från den verkliga handlingen. Lejonen i filmen hade manar även om lejonen i verkligheten inte hade det trots de var hanar. Charles Remington fanns inte i verkligheten, Pattersons son föddes inte förrän över tio år efter att lejonen dödats och i verkligheten var det Patterson som sköt båda lejonen.